# الگ نووگورود
اُلگ نووگرود (اُلگ لقب پادشاهان وارنگی به معنای مقدس است) یک شاهزاده وارنگی بود که در سدهٔ دهم میلادی به تمام خلق روس یا بخشی از آن حکومت می‌کرد. در مورد ارتباط خویشاوندی او با شاهان روریک بین تاریخ‌دان‌ها اختلاف نظر وجود دارد.
در مورد مرگ وی منابع روایت‌های مختلفی نوشته‌اند ولی نامه سچچتر مرگ او را در اثر مارگزیدگی می‌داند. تاریخ‌دان ایرانی ابن‌مسکویه هم که حمله روس‌ها به ولایت مسلمان‌نشین اران را شرح داده است، چنین نظری دارد.